# Îles Ellice (protectorat)
Pour les articles homonymes, voir Ellice.
Ne doit pas être confondu avec Îles Ellice (colonie).
1892–1916
Entités suivantes :
- Îles Gilbert et Ellice

Les Îles Ellice, en anglais Ellice Islands, étaient un protectorat britannique établi dans l'archipel du même nom entre 1892 et 1916, date où elles sont réunies avec le protectorat voisin des îles Gilbert dans la colonie des Îles Gilbert et Ellice.

## Géographie
Les Îles Ellice se trouvaient dans l'archipel du même nom, dans l'océan Pacifique. Elles sont entourées par les îles Gilbert au nord-ouest, les îles Phœnix au nord-est (archipels des Kiribati), les Tokelau (Nouvelle-Zélande) à l'est, Wallis-et-Futuna (France) et les Samoa au sud-ouest et l'archipel des Nouvelles-Hébrides (actuel Vanuatu) au sud-ouest et à l'ouest.

## Histoire
Peuplées depuis plusieurs millénaires, les îles Ellice sont érigées en protectorat au sein de l'Empire britannique en 1892. En 1916, elles sont réunies avec le protectorat voisin des Îles Gilbert pour former la colonie des Îles Gilbert et Ellice. Avec la séparation en 1975 des îles Gilbert qui s'unissent avec d'autres archipels pour former les Kiribati en 1979, les îles Ellice deviennent une colonie britannique à part entière. Elles accèdent finalement à l'indépendance en 1978 et prennent le nom des Tuvalu.